# Elektrodinamika
Elektrodinamika je grana fizike koja obuhvaća pojave vezane uz gibanje električnih naboja, svojstva električnih struja, električnih vodiča i nabijenih subatomskih čestica te elektromagnetsko zračenje, uz prisutnost električnoga i magnetskoga polja. U početku razvoja znanosti o elektricitetu i magnetizmu smatralo se da električne i magnetske sile trenutačno djeluju na daljinu, te da je za to djelovanje nebitno kako se tijela gibaju. Na toj pretpostavci izgrađena je matematička teorija, kojoj rezultati vrijede samo u elektrostatici. Pokusi M. Faradaya pokazali da postoji električno polje u prostoru među električnim nabojima, odnosno magnetsko polja među magnetskim polovima. Prema novom shvaćanju svaki naboj posvuda u prostoru trajno stvara polje u kojem se onda drugi naboji sa svojim poljem gibaju.
Matematički obrađena teorija Jamesa Clerka Maxwella (1864.) električne i magnetske pojave povezuje u jedinstven sustav. Do tada su bile razmatrane odvojeno i u usporedbi s gravitacijom. Druga je važna postavka da se utjecaji ne šire trenutno, to jest beskonačno brzo, već nekom konačnom brzinom svjetlosti c, koja je temeljna konstanta Maxwellove teorije, a kasnijim pokusima utvrđena je kao brzina svjetlosti u vakuumu. Te dopune ne mijenjaju Coulombov zakon, ali imaju bitan utjecaj na ispravno objašnjenje dinamičkih pojava. S Maxwellovim jednadžbama teorija elektromagnetizma postala je egzaktna znanost, jednako kao i mehanika nakon Newtonovih zakona. Pokusima potvrđena ispravnost postavki elektrodinamike imala je važnu ulogu u oblikovanju teorije relativnosti i, kasnije, opće kvantne relativističke teorije polja.

## Objašnjenje
Po Faradayu su električna i magnetska polja materijalne tvorevine koje se kreću i deformiraju, a kretanje i deformiranje tih nevidljivih polja očituje se u mjerljivim učincima: električnim i magnetskim silama. Električni naboji nemaju u Faradayevim shvaćanjima tako važno značenje kao električna i magnetska polja. Naboji su za Faradaya mjesta u prostoru u kojima izviru ili poniru električne silnice. Drugo značenje nemaju. Sva opažana djelovanja osnivaju se na gibanjima i deformacijama nevidljivih električnih i magnetskih polja.
Faradayeva shvaćanja nisu našla u početku odaziv među fizičarima njegova doba. Njegovi suvremenici bili su još uvijek pod jakim dojmom Newtonovih sila, koje djeluju u daljinu od jedne mase na drugu. Faraday nije bio matematičar, te nije svojim shvaćanjima dao onaj oblik koji bi pobudio jednako poštovanje kao matematička teorija elektriciteta, izgrađena na daljinskim Coulombovim silama. Nova shvaćanja odnijela su pobjedu tek kada je Maxwell na osnovu Faradayevih shvaćanja postavio opće jednadžbe, koje su omogućile strogu matematičku obradu. S Maxwellom postala je elektrodinamika precizna znanost kao mehanika poslije Newtona.
Nadmoć Faradayevih i Maxwellovih shvaćanja elektriciteta pokazala se kod onih pojava gdje se mijenjaju električna i magnetska polja. Ispitivanje gibanja elektriciteta nerazrješivo je povezano s imenima Faradaya i Maxwella. Oni su bili začetnici na području, kojemu je prilaz bio zakrčen pogrešnim shvaćanjima, i oni su ispitivanjem promjena električnih i magnetskih polja spoznali dublju prirodu elektromagnetizma. Ispitivanje statičkih (vremenski nepromjenjivih) polja bilo je u bitnom svršeno sa starijim radovima. Sve što se danas zna o promjenama i zakonima mijenjanja elektromagnetskih polja osniva se na radovima Faradaya i Maxwella. Čitava današnja elektrotehnika, koja je promijenila naš svakidašnji život, plod je njihovih promatranja.
Dok promatramo statička polja, dotle električna polja ostaju strogo odijeljena od magnetskih. Ona ne stoje ni u kakvoj vezi i mogu se dijeliti jedna od drugih. Tek u proučavanju vremenskih promjena ispoljuju se električna i magnetska polja kao jedinstvena fizikalna stvarnost. U elektrodinamici su električna i magnetska polja nerazrješivo povezana, ona se pokazuju kao dvije strane iste fizikalne pojave. Svaka promjena električnog polja povlači za sobom neku promjenu magnetskog polja, i obrnuto: svako mijenjanje magnetskog polja vezano je s određenim mijenjanjem električnog polja. Međusobnu povezanost električnih i magnetskih polja možemo vrlo lijepo pokusima proučavati na električnom kondenzatoru kojemu naglo mijenjamo električni naboj. Ploče kondenzatora možemo spojiti žicama, i pomoću takvih žica naglo privoditi ili odvoditi električni naboj. Između obje ploče kondenzatora idu električne silnice okomito na ploče, od pozitivno nabijene do negativno nabijene ploče. Dok je električni naboj kondenzatora konstantan, dotle je konstantno i električno polje između kondenzatora. Veličina električnog polja ista je u čitavom prostoru kondenzatora, i ona je sukladna (proporcionalna) veličina naboju na pločama. Kako mijenjamo naboj kondenzatora, tako mijenjamo i veličinu električnog polja. Pokusima se opaža da prilikom mijenjanja električnog polja u kondenzatoru nastaje u okolini kondenzatora izvjesno magnetsko polje. Za vrijeme mijenjanja električnog polja ovijaju magnetske silnice kondenzator. Ta magnetska polja traju tako dugo, dok se mijenja električno polje u kondenzatoru. Na početku i na kraju nabijanja ili pražnjenja kondenzatora nema više magnetskog polja. Magnetsko polje koje ovija mijenjanja električnog polja, jednako je s poljem koje prati električne struje. S obzirom na magnetsko polje imaju promjene električnog polja isti učinak kao i električne struje. Vrlo značajan odnos! Promatranjem magnetskog polja u okolini kondenzatora dobiva se dojam kao da električna struja teče u unutrašnjosti kondenzatora od jedne ploče k drugoj. Dok teče struja žicom, dotle je ovija magnetsko polje. Zamislimo na trenutak, da je električna struja stacionarna i povucimo oko nje neku zatvorenu krivulju. Linijski integral magnetskog polja po toj krivulji tada je proporcionalan struji koja teče žicom:
{\displaystyle \oint _{\mathcal {S}}{\vec {H_{s}}}\cdot \mathrm {d} {\vec {s}}={\frac {4\cdot \pi }{c}}\cdot J}
U magnetostatici vrijedila je ova jednadžba općenito, bez obzira kako smo položili plohu kroz krivulju po kojoj računamo linijski integral. Kroz povoljno odabranu plohu kroz krivulju tekla je uvijek jednaka električna struja. No drukčije je sada. Plohu možemo postaviti kroz krivulju tako da prolazi kroz prostor kondenzatora. U tom slučaju ploha ne siječe ni žice ni struju, pa bi gornji integral iščezao, što je nemoguće. Očito je da u elektrodinamici moramo prethodnu jednadžbu proširiti. Tražit ćemo da linijski integral magnetskog polja bude isti bez obzira na to da li ploha siječe žicu ili ide kroz prostor kondenzatora. Električno polje kondenzatora jednako je: 
{\displaystyle E=4\cdot \pi \cdot \omega =4\cdot \pi \cdot {\frac {e}{f}}}
gdje je: e - električni naboj kondenzatora, a f - površina ploče. Diferencijalni kvocijent naboja i vremena jednak je struji koja teče kroz žicu. Gornju jednadžbu možemo pisati drukčije:
{\displaystyle e={\frac {1}{4\cdot \pi }}\cdot E\cdot f}
Električni naboj se vremenski mijenja. Diferencijalni kvocijent naboja i vremena jednak je struji koja teče kroz žicu. Iz gornje jednadžbe dobivamo odnos:
{\displaystyle I={\frac {\mathrm {d} e}{\mathrm {d} t}}={\frac {1}{4\cdot \pi }}\cdot {\frac {\mathrm {d} E}{\mathrm {d} t}}\cdot f}
Ako dakle, na pravu električnu struju koja teče kroz žicu nadovežemo zamišljenu ili fiktivnu struju:
{\displaystyle I_{fikt}={\frac {1}{4\cdot \pi }}\cdot E\cdot f}
koja potječe od promjene električnog polja, tad imamo zatvoren električni krug. Tako poopćena "struja" ne prekida se na kondenzatoru nego teče neprekinuto (kontinuirano) u istom smjeru kroz žicu i prostor kondenzatora. Vrtlog magnetskog polja jednak je tada struji pomnoženoj s 4∙π/c bez obzira na to da li ploha krivulje prolazi kroz kondenzator ili žicu. 
Naša razmatranja vode nas do zaključka da promjene električnog polja znače za magnetsko polje isto, što i električne struje. Magnetske silnice ovijaju električne silnice u mijenjanju isto tako kao što ovijaju električne struje. Ta magnetska polja traju samo dotle dok se mijenjaju električna polja. Konstantno električno polje ne izaziva oko sebe magnetski vrtlog. 
Prema osnovnoj Maxwellovoj hipotezi vrtlog magnetskog polja je izazvan pravom električnom strujom i zamišljenom (fiktivnom) strujom koja odgovara mijenjanju električnog polja:
{\displaystyle \oint _{\mathcal {S}}{\vec {H_{s}}}\cdot \mathrm {d} {\vec {s}}={\frac {4\cdot \pi }{c}}\cdot (J+I_{fikt})}
J ovdje znači zbroj svih pravih struja, koje prolaze kroz površinu omeđenu krivuljom. Mjesto cjelokupne struje uvest ćemo gustoću struje j. Cjelokupna struja koja protječe kroz neku površinu jednaka je plošnom integralu gustoće struje:
{\displaystyle I=\iint \mathbf {j_{n}} \cdot {\rm {d}}f}
Gustoću zamišljene struje dobivamo da u gornjoj jednadžbi podijelimo struju J s površinom ploče f. Uzduž zatvorene krivulje koja ovija struju i promjenjivo električno polje vrijedi:
{\displaystyle \oint _{\mathcal {S}}{\vec {H_{s}}}\cdot \mathrm {d} {\vec {s}}={\frac {4\cdot \pi }{c}}\cdot \iint (j+{\frac {1}{4\cdot \pi }}\cdot {\frac {\mathrm {d} E}{\mathrm {d} t}})_{n}\cdot {\rm {d}}f}
U slučaju da nema pravih struja, ovaj zakon se smanjuje na:
{\displaystyle \oint _{\mathcal {S}}{\vec {H_{s}}}\cdot \mathrm {d} {\vec {s}}={\frac {1}{c}}\cdot {\frac {\mathrm {d} }{\mathrm {d} t}}\iint E_{n}\cdot {\rm {d}}f}
Ovaj zakon otkrio je J. C. Maxwell oko 1861. On izražava da je vrtlog magnetskog polja jednak vremenskoj promjeni toka električnog polja podijeljenog s c.
Pokusima je teško motriti vrtlog magnetskog polja što ga stvara vremensko mijenjanje električnog polja. O ispravnosti tog zakona uvjerit ćemo se na mnoštvu posljedica. Trideset godina prije osnovnih radova Maxwella našao je Faraday obrnutu zakonitost ispitujući promjene magnetskog polja.
Poznato je da električne struje prouzrokuju magnetsko polje u svojoj okolini. Može li, obrnuto, magnetsko polje stavljati električne naboje u pokret, prouzrokovati električne struje? U statici to sigurno nije slučaj. Dok se magnetsko polje ne mijenja, dotle ne vrši nikakvo djelovanje na mirni elektricitet. Godine 1831. opazio je Faraday da u metalnim žicama počinju teći struje kad se magnetsko polje u njihovoj okolini mijenja. Faraday je oko silnica magneta ovio metalnu žicu. Tada je naglo udaljio magnet. Prilikom udaljavanja magneta potekla je električna struja u žici. To znači da je promjena magetskog polja proizvela električno polje, koje poput prstena ovija magnetske silnice. Električna polja, nastala mijenjanjem magnetskog polja, u svojoj su geometrijskoj strukturi jednaka s magnetskim poljima koja prate električne struje. Inducirana struja u žici dana je induciranim električnim naponom. Električni napon dobivamo ako u svakoj točki žice uzmemo komponentu električnog polja u smjeru žice i tu komponentu integriramo po čitavoj zatvorenoj žici. Pokusima je Faraday našao, da je inducirana električna struja sukladna (proporcionalna) vremenskoj promjeni toka magnetskog polja kroz površinu omeđenu žicom. Tok magnetskog polja dobivamo da na elementima površine df uzmemo normalnu (okomitu) komponentu Hn i zatim zbrojimo sve članove Hn∙df po površini omeđenoj žicom. Dok je tok magnetskog polja konstantan, nema nigdje električnih vrtloga. U što kraćem vremenu poništimo magnetsko polje, to jača struja poteče žicom. Prema iskustvu je inducirani električni napon jednak vremenskoj promjeni toka magnetskog polja kroz plohu omeđenu krivuljom, podijeljenoj s c:
{\displaystyle \oint _{\mathcal {S}}{\vec {E_{s}}}\cdot \mathrm {d} {\vec {s}}=-{\frac {1}{c}}\cdot {\frac {\mathrm {d} }{\mathrm {d} t}}\iint H_{n}\cdot {\rm {d}}f}
Predznak minus dolazi zato što struja poteče žicom u negativno određenom smjeru, kad tok magnetskog polja raste. Maxwellov zakon i Faradayev zakon indukcije imaju potpuno simetričan oblik. Oni na simetričan način povezuju uzajamne promjene električnog i magnetskog polja. Promjena električnog polja izaziva magnetsko vrtložno polje, i obrnuto, promjena magnetskog polja izaziva električno vrtložno polje. Faradayev i Maxwellov zakon su osnova izgradnje čitave elektrodinamike. 
U Maxwellovim jednadžbama simetrično su međusobno povezana električna i magnetska polja. Električna polja okružuju električne naboje i promjene magnetskog polja, a magnetska polja okružuju električne struje i promjene električnog polja. Promjene električnih i magnetskih polja određene su veličinama polja u pojedinom trenutku. Poznajemo li u jednom trenutku veličine i smjerove električnog i magnetskog polja, položaje električnih naboja i struja, možemo izračunati električna i magnetska polja za sva vremena. Iz elektromagnetskog polja u pojedinom trenutku izlazi jednoznačno elektromagnetsko polje za sva vremena. To je načelo kauzalnosti u klasičnoj elektrodinamici, koji izražava, da se iz poznavanja elektromagnetskog polja u jednom trenutku može proračunati tok električnog i magnetskog polja u kasnijim trenucima. Mijenjanja električnih i magnetskih polja su kauzalno utvrđena u vremenu. 

### Betatron i sinkrotron
Zbog relativističkog povećanja mase, ciklotron nije prikladan za proizvodnju brzih zraka elektrona. Godine 1940. zamislio je Kerst uspješan aparat koji se osniva na Faradeyevu zakonu indukcije. Magnetsko polje H naglo se poveća i pri tom inducira jako električno polje E. Nastali električni vrtlog služi za ubrzanje elektrona. Naravno, kad bi na elektron djelovalo samo električno polje, on bi gotovo tangencijalno izletio iz aparata. No istodobno djeluje na elektron i jako magnetsko polje i ono sili elektron da se kreće po kružnici. U betatronu raste magnetsko polje tako da elektron pod djelovanjem obiju sila, induciranog električnog polja i sve jačeg magnetskog polja, opisuje približno jednu te istu kružnicu. Kad god elektron opiše kružnicu, dobije obrok energije:
{\displaystyle e\cdot \oint _{\mathcal {S}}{\vec {E_{s}}}\cdot \mathrm {d} {\vec {s}}=e\cdot {\frac {1}{c}}\cdot r^{2}\cdot \pi \cdot {\frac {\mathrm {d} }{\mathrm {d} t}}H}
Broj vrtnja može biti vrlo velik. Na taj način mogu se dobiti elektroni od 100 MeV, i više. 
Na sličan način radi sinkrotron koji služi za ubrzavanje teških čestica, u prvom redu protona, deuterij i alfa-čestica. Pomoću visokih električnih napona postizava se tu izvanredno snažan porast magnetskog polja. Električna čestica opet se približno kreće u kružnici, ali pri svakom okretaju zadobiva znatno veću energiju. Sinkrotronom mogu se doseći energije čestica kozmičkih zraka, i ti pokusi imaju odlučno značenje za razjašnjavanje kozmičkih zraka i nuklearnih sila.

## Vanjske poveznice
- PMF Zagreb Elektrodinamika
- Odjel za fiziku Sveučilišta u Rijeci Velimir Labinac: Elektrodinamika - vježbe